# 东灰山遗址
东灰山遗址，位于中国甘肃省张掖市民乐县，为一个全国重点文物保护单位，类型为古遗址。
东灰山遗址的历史年代为青铜时代。